# Micaela Vázquez
Micaela Vázquez Perrone (Buenos Aires, 24 de noviembre de 1986) conocida artísticamente como Mica Vázquez, es una actriz, bailarina y presentadora argentina.

## Carrera
En 2001 apareció por primera vez en televisión de la mano de Cris Morena en la serie infantil juvenil Chiquititas, interpretando a Miki, una chica que encontraba a Felipe Mejía (Felipe Colombo) y a Bautista Arce (Benjamín Rojas) accidentados y que los acompañaba hasta el hogar de huérfanos, en donde se queda a vivir 
En 2002 y hasta 2003 fue una de las figuras de Rebelde Way, producción de Cris Morena, donde interpretó a Pilar Dunoff, la hija del director del Elite Way School. 
En 2004 integró el elenco de Floricienta interpretando a Nata, una de las chicas que cantaba en la banda de Floricienta. 
Participa en los coros del primer CD de la serie: Floricienta y su banda. 
Además, hizo apariciones en Casados con hijos, Chiquititas 2006, Sos mi vida, El tiempo no para y Son de fierro.
En cine ha realizado una pequeña participación en la película  Crónica de una fuga, y actuó en varias obras de teatro tales como: Dulce Reina, Remisería, Marejada, y en la serie web Yo soy virgen. 
En 2011 tuvo una participación especial como villana en Los Únicos. 
En 2012 fue convocada por Enrique Estevanez para formar parte del elenco de Dulce amor, telenovela emitida en el horario central de Telefe, en donde interpreta a Florencia, la tercera en discordia entre Lucas Pedroso (Nicolás Riera) y Brenda Bandi (Rocío Igarzábal).
En 2013 interpreta a una de las villanas de la telenovela de Telefe, Taxxi, amores cruzados, protagonizada por Gabriel Corrado, Catherine Fulop, Nicolás Riera y Rocío Igarzábal, en donde interpreta a Ema, la tercera en discordia de la pareja de Lucía Linares (Catherine Fulop) y Diego Montana (Nicolás Riera).
Desde fines de 2013 hasta el  2016 fue conductora del  programa Fans World juntó a Coco Maggio, Dalma Maradona, Jenny Martínez, Agustín Sierra y  Candelaria Molfese.
Desde mayo del 2022 es conductora del programa de streaming "Antes que Nadie" por Luzu TV, para el cual estuvo nominada para el Martín Fierro Digital como mejor conducción femenina radio. Si bien no obtuvo este premio, Antes que Nadie obtuvo el Martín Fierro Digital para programa periodístico.

## Filmografía

### Cine
| Año  | Película                                           | Personaje          | Dirección             |
| ---- | -------------------------------------------------- | ------------------ | --------------------- |
| 2006 | Crónica de una fuga                                | Hermana de Claudio | Israel Adrián Caetano |
| 2014 | Chicos católicos, apostólicos y romanos #the movie | Carmen             | Juan Paya             |

### Ficciones de televisión
| Año       | Título                 | Personaje                 | Notas                        | Canal            |
| --------- | ---------------------- | ------------------------- | ---------------------------- | ---------------- |
| 2001      | Chiquititas            | Micaela "Micki"           | Elenco infantil              | Telefe           |
| 2002-2003 | Rebelde Way            | Pilar Dunoff              | Elenco principal             | Telefe y Canal 9 |
| 2004-2005 | Floricienta            | Renata "Nata"             | Elenco secundario            | Canal 13         |
| 2005      | Casados con hijos      | Valeria                   | "Ep: Asignaturas pendientes" | Telefe           |
| 2006      | Chiquititas sin fin    | Rita                      | Participación                | Telefe           |
| 2006      | El tiempo no para      | Sofía Molino              | Recurrente                   | Canal 9          |
| 2006      | Sos mi vida            | Micaela Oroño             | Participación                | Canal 13         |
| 2007      | Son de Fierro          | Verónica "Vero"           | Participación                | Canal 13         |
| 2011      | Los Únicos             | Katy                      | Recurrente                   | Canal 13         |
| 2011      | Adictos                | Belén                     | "Ep: TKM"                    | Canal 10         |
| 2012-2013 | Dulce amor             | Florencia "Flor" Guerrero | Elenco principal             | Telefe           |
| 2013-2014 | Taxxi, amores cruzados | Emma Linares              | Elenco principal             | Telefe           |
| 2015-2016 | La casa del mar        | Sabrina Gross             | Elenco secundario            | OnDirecTV        |
| 2017      | Cartoneros             | Elena Fuentes             | Elenco principal             | Canal 9          |
| 2018-2019 | Mi hermano es un clon  | Romina Paz                | Participación                | Canal 13         |
| 2019      | Pequeña Victoria       | Gala                      | Antagonista invitada         | Telefe           |
| 2023-2024 | Madame Requin          | Dora                      | Elenco secundario            | TV Pública       |

### Programas de televisión
| Año       | Título                      | Rol                  | Canal      |
| --------- | --------------------------- | -------------------- | ---------- |
| 2009-2010 | Call TV                     | Conductora           | 40 Latino  |
| 2013-2018 | Fans en Vivo                | Conductora           | FWTV       |
| 2018      | TNT play Sports             | Conductora           | TNT Sports |
| 2019      | Agenda Fox Sports           | Panelista            | Fox Sports |
| 2023      | Bailando 2023               | Concursante invitada | América TV |
| 2024      | Bake Off Famosos Argentina  | Concursante invitada | Telefe     |
| 2024-2025 | El gran premio de la cocina | Coconductora         | El Trece   |

### Series web
| Año  | Título               | Personaje |
| ---- | -------------------- | --------- |
| 2014 | Yo soy virgen        | Macarena  |
| 2017 | Tipo que na en común | Jessi     |

### Plataformas digitales
| Año           | Título          | Rol        | Notas         |
| ------------- | --------------- | ---------- | ------------- |
| 2022-presente | Antes que nadie | Conductora | Canal Luzu TV |

### Videoclips
| Año  | Video          | Artista         |
| ---- | -------------- | --------------- |
| 2014 | Márchate ahora | Los Totora      |
| 2017 | Iluminar       | Rocío Igarzábal |

## Teatro
| Año         | Obra                            | Personajes   | Dirección                        | Teatro                           |
| ----------- | ------------------------------- | ------------ | -------------------------------- | -------------------------------- |
| 2001        | Chiquititas                     | Micky        | Cris Morena                      | Teatro Gran Rex                  |
| 2002 - 2003 | Rebelde Way                     | Pilar Dunoff | Cris Morena                      | Teatro Gran Rex                  |
| 2004        | Floricienta                     | Renata       | Cris Morena                      | Teatro Gran Rex                  |
| 2006        | Dulce Reino                     |              |                                  | Teatro La Campana                |
| 2006 - 2007 | Tour de los Sueños              | Renata       | Cris Morena                      | Gira internacional               |
| 2010        | Remisería                       |              | Pablo Drigo                      | Teatro El Cubo                   |
| 2011        | Marejada                        |              | Diego Beares                     | Teatro Piccolino                 |
| 2012 - 2013 | Next                            |              | Mariano Bicain y Erika Halvorsen | Teatro Ofelia y Teatro Piccolino |
| 2013        | Los Grimaldi                    |              | Nazarena Vélez                   | Multiteatro                      |
| 2016        | Separados                       |              |                                  | Gira nacional                    |
| 2016        | El club del chamuyo, el musical |              | Ezequiel Sagasti                 | Metropolitan City                |
| 2023 - 2024 | Antes que nadie                 | Ella misma   |                                  | Teatro Gran Rex                  |
| 2024        | Jardines Salvajes               | Tania        | Ricardo Hornos                   | Multiteatro Comafi               |